# Bag
Bag är en ort (större by) i provinsen Pest i norra Ungern. Orten har 3 682 invånare (2024), på en yta av 23,55 km². Den ligger cirka 36 kilometer nordost om centrala Budapest.